# Операција Частајз
Операција Частајз (енгл. Operation Chastise) је био напад на немачке бране који је извршио 617. сквадрон британског Краљевског ваздухопловства у ноћи између 16. и 17. маја 1943, користећи специјално развијене „одскачуће бомбе” које је изумео и развио Барнс Волис. Рушење брана на језерима Мене и Едер је узроковало катастрофалне поплаве и разарање села у долинама Рура и Едера; брани Сорпе је нанета само мања штета. Две хидроелектране су уништене, а још неколико је оштећено. Фабрике и рудници су такође оштећени или уништени. Жртве су процењене на око 1.600 цивила: око 600 Немаца и 1.000 углавном совјетских принудних радника. Штета је ублажена хитним поправкама које су извршили Немци, али се производња није у потпуности вратила у нормалу све до септембра.